# 보행자 검출

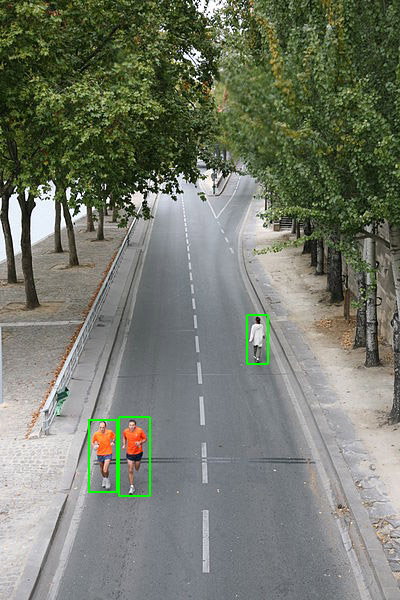
보행자 검출

보행자 검출(Pedestrian detection) 또는 보행자 감지는 이미지에서 보행자의 유무와 위치를 확인하는 기법이다. 영상의 의미론적 이해를 위한 기본 정보를 제공하므로 모든 지능형 영상 감시 시스템에서 필수적이고 중요한 작업이다. 안전 시스템을 개선할 수 있는 잠재력으로 인해 자동차 애플리케이션으로의 확장이 분명하다. 많은 자동차 제조업체(예: 볼보, 포드, GM, 닛산)는 2017년에 이를 ADAS 옵션으로 제공한다.

## 도전과제
- 다양한 스타일의 옷차림
- 다양한 가능한 관절
- 가려지는 액세서리의 존재
- 보행자 사이의 빈번한 가려짐

## 관련 작업
- 경사지향 히스토그램

## 같이 보기
- 보행자 보호 시스템